# Недзьведзьке (Елцький повіт)
Недзьведзьке (пол. Niedźwiedzkie, нім. Niedzwetzken, 1938-45: Wiesengrund) — село в Польщі, у гміні Простки Елцького повіту Вармінсько-Мазурського воєводства.
Населення — 57 осіб (2011).
У 1975-1998 роках село належало до Сувальського воєводства.

## Демографія
Демографічна структура станом на 31 березня 2011 року:
|          | Загалом | Допрацездатний вік | Працездатний вік | Постпрацездатний вік |
| -------- | ------- | ------------------ | ---------------- | -------------------- |
| Чоловіки | 27      | 8                  | 14               | 5                    |
| Жінки    | 30      | 7                  | 18               | 5                    |
| Разом    | 57      | 15                 | 32               | 10                   |